# كثير حدود هورفيتز
في الرياضيات ، يعتبر كثير حدود هورفيتز ، على اسم العالم أدولف هورفيتز ، هو كثير الحدود الذي تقع جذوره ( الأصفار ) في النصف الأيسر من المستوى المركب أو على المحور التخيلي، أي أن الجزء الحقيقي من كل جذر هو صفر أو سلبي.  يجب أن يكون لمعظم الحدود هذا معامِلات ذات أعداد حقيقية موجبة. يقتصر المصطلح أحيانًا على كثيرات الحدود التي تحتوي جذورها على أجزاء حقيقية سلبية تمامًا، باستثناء المحور (أي متعدد الحدود الثابت لـ Hurwitz). 
كثيرات الحدود Hurwitz مهمة في نظرية أنظمة التحكم ، لأنها تمثل المعادلات المميزة للأنظمة الخطية المستقرة . يمكن تحديد ما إذا كان كثير الحدود هو Hurwitz عن طريق حل المعادلة لإيجاد الجذور، أو من المعاملات دون حل المعادلة بمعيار استقرار Routh-Hurwitz .

## أمثلة
مثال بسيط على كثيرات حدود Hurwitz هو ما يلي:
{\displaystyle x^{2}+2x+1.}
الحل الحقيقي الوحيد لهذه المعادلة هو (1-) ، وبما أنه سالب وبالتالي فهو كثير حدود هورفيتز